# Masacre de Kafr Qasim
La masacre de Kafr Qasim tuvo lugar el 29 de octubre de 1956 en el pueblo árabe israelí de Kafr Qasim, situado junto a la Línea Verde, que en aquella época era la frontera de facto entre Israel y la Cisjordania jordana. Fue perpetrada por la Policía de Frontera de Israel (Magav), que asesinó a civiles árabes que volvían de trabajar durante un toque de queda impuesto durante ese mismo día, víspera de la Guerra del Sinaí, del cual no habían sido informados. Un total de 48 personas murieron, de las cuales 19 era hombres, 6 mujeres y 23 niños de entre 8 y 17 años, si bien las fuentes árabes normalmente fijan el número de víctimas mortales en 49, ya que incluyen al hijo no nato de una mujer embarazada. También hubo 13 heridos.
Ocho de los once policías de fronteras implicados en la masacre fueron llevados a juicio, encontrados culpables y sentenciados a diversas penas de prisión, aunque todos ellos fueron indultados y liberados en apenas un año. El comandante de brigada fue sentenciado a pagar la simbólica multa de 10 prutot (los antiguos céntimos israelíes). Los altos mandos implicados en la matanza fueron posteriormente premiados por el Ministerio de Defensa israelí en sus carreras militares y empresariales, y posteriormente declararon que su juicio había sido una farsa y que el resultado del mismo estaba decidido antes de comenzar. El tribunal israelí determinó que la orden de matar civiles era “descaradamente ilegal”.
En diciembre de 2007, el presidente de Israel Shimon Peres se disculpó oficialmente por la masacre.

## Contexto
El servicio de inteligencia israelí esperaba que el primer día de la Guerra del Sinaí Jordania entrase en guerra del lado de Egipto. Sobre esta base, estacionó soldados a lo largo de la frontera entre Israel y Jordania.
Entre 1949 y 1966, los ciudadanos árabes del estado de Israel estaban considerados población hostil, y las principales ciudades árabes estaban gobernadas por administraciones militares que las dividieron en varios distritos. Así pues, varios batallones de la Policía de Fronteras de Israel, bajo el mando del coronel de brigada del ejército israelí Issachar Shadmi, se prepararon para defender una sección cercana a la frontera conocida oficialmente como el Distrito Central y coloquialmente como el Triángulo. Contenía siete pueblos cercanos a la frontera, no lejos de Tel Aviv, donde vivían aproximadamente 40.000 ciudadanos árabe-israelíes. Desde un punto de vista estratégico, el Triángulo se consideraba un punto débil de Israel y se organizaron patrullas regulares de soldados para evitar la infiltración de fedayines y de civiles árabes a través de la frontera.

### Cronología
El 29 de octubre de 1956, el ejército israelí ordenó que todos los pueblos  árabes cercanos a la frontera cisjordana fuesen puestos bajo toque de queda militar desde las 17ː00 hasta las 6ː00 del día siguiente. Se ordenó disparar a cualquier árabe que se encontrase en las calles. Las unidades de la policía de fronteras recibieron la orden a las 15:30, antes de que la mayoría de los ciudadanos árabes de estos pueblos pudieran ser informados. Muchos de ellos se encontraban trabajando en ese momento. Aquella mañana, el coronel de brigada Issachar Shadmi, encargado del Triángulo, recibió órdenes de tomar todas las medidas de precaución necesarias para asegurar la tranquilidad en la frontera jordana. Bajo la propia iniciativa de Shadmi, el toque de queda nocturno sobre los doce pueblos bajo su jurisdicción se trasladó a las horas de día. Además, Shadmi reunió a todos los comandantes de batallón de la policía de fronteras bajo su mando y supuestamente les ordenó "disparar al ver" a cualquier aldeano que violase el alto el fuego. Una vez dada la orden, el comandante de uno de los batallones de Shadmi, mayor Shmuel Malinki, a cargo de la unidad de Policía de Fronteras en el pueblo de Kafr Qasim, preguntó a Shadmi sobre cómo reaccionar con aquellos aldeanos que desconocieran el toque de queda.

Malinki testificó posteriormente:
'[Shadmi dijo que] se dispararía a cualquiera que abandonase su casa. Sería bueno que durante la primera noche hubiera "unos cuantos de estos", y así durante las noches siguientes serían más prudentes. Pregunté: según lo dicho,  entiendo que los miembros de la guerilla deben ser abatidos pero ¿qué pasa con los civiles árabes? Y puede que vuelvan al pueblo al anochecer desde el valle, los asentamientos o los campos, y que no sepan nada del toque de queda en el pueblo. ¿Se supone que debería colocar centinelas en los accesos del pueblo? A esta pregunta, el coronel Issachar respondió más claro que el aguaː "no quiero sentimentalismos y no quiero arrestos, no habrá ningún arresto". Dije: ¿Incluso así?", a lo que me contestó en árabe, Alá Yarhamu, que yo entendí como su equivalente en hebreo, "Bendito ser el juez verdadero" [dicho cuando se reciben noticias de la muerte de una persona]'.
Shadmi, sin embargo, negó que el asunto de los que volvían de trabajar siquiera surgiese en su conversación con Malinki.
Malinki emitió una orden similar a las fuerzas de reserva asignadas a su batallón poco antes de que el toque de queda entrase en vigor: "No se permitirá que ningún habitante salga de su casa durante el toque de queda. Se disparará a cualquiera que salga de su casa; no habrá arrestos."
Las nuevas condiciones del toque de queda se impusieron en ausencia de los trabajadores, que se encontraban trabajando y desconocían las nuevas normas. A las 16ː30, se informó al mukhtar (alcalde) de Kafr Qasim de los nuevos horarios. Este preguntó qué pasaría con los aproximadamente 400 ciudadanos que estaban trabajando en campos fuera del pueblo y que no conocían el nuevo horario. Un agente les aseguró que los tendrían en cuenta. Cuando se difundió la noticia del cambio de horario del toque de queda, la mayoría de los que trabajaban fuera volvieron al pueblo, aunque no todos.
Entre las 17ː00 y las 18ː30, en el transcurso de nueve tiroteos distintos, el pelotón del teniente Gabriel Dahan mató a diecinueve hombres, seis mujeres, diez chicos adolescentes de entre 14 y 17 años, seis chicas de entre 12 y 15 años y siete niños de entre 8 y 13 años.
Un superviviente, Jamal Farij, recuerda haber llegado a la entrada del pueblo en un camión con 28 personas:
"Hablamos con ellos. Les preguntamos si querían nuestros carnés de identidad. No las querían. De repente, uno de ellos dijoː "liquidadlos", y abrieron fuego sobre sobre nosotros como si fuera una inundación." 
En 1986, un soldado israelí que había participado en la masacre, Shalom Ofer, admitió: "actuamos como alemanes, automáticamente, no pensamos", y "Éramos como los alemanes. Ellos paraban camiones, sacaban a los judíos y les disparaban. Lo que nosotros hicimos fue lo mismo. Estábamos obedeciendo órdenes como un soldado alemán durante la guerra, cuando le ordenaban asesinar judíos". Sin embargo, Ofer no manifestó nunca remordimiento o arrepentimiento por sus acciones.
A los muchos que cayeron heridos se les negó la asistencia y no pudieron ser socorridos por sus familias debido al toque de queda de 24 horas. Un grupo de árabes de la vecina localidad de Jaljuliya fueron escogidos específicamente para recoger los muertos y enterrarlos en una fosa común sin ceremonias ni testigos. Cuando terminó el toque de queda, se recogió a los heridos de las calles y se les envió en camiones a diversos hospitales.
Ningún otro habitante del resto de pueblos bajo el mando de Shadmi murió por disparos del ejército o la policía israelí, dado que los comandantes locales dieron órdenes directas de desobedecer las consignas de Shadmi y Malinki. Además, de todos los pelotones estacionados en Kafr Qasim, sólo el dirigido por Dahan abrió fuego.

## Consecuencias
Las noticias del incidente se filtraron casi de manera inmediata. Sin embargo, a una serie de periodistas y a los parlamentarios comunistas Tawfik Toubi y Meir Vilner les llevó dos meses conseguir que el gobierno retirase la censura sobre los hechos impuesta por David Ben-Gurión. Entretanto, el gobierno había comenzado una investigación interna que incluía, entre otros, a la División de Investigaciones Criminales de la policía militar. Se estableció un cordón militar alrededor del pueblo durante meses para limitar la difusión de la noticia, impidiendo que los periodistas se acercasen al lugar de los hechos.
Tras numerosas protestas públicas, once policías de fronteras y soldados implicados en la masacre fueron acusados de asesinato. El 16 de octubre de 1958, ocho de ellos fueron declarados culpables y sentenciados a penas de cárcel. Malinki fue condenado a 17 años y Dahan a 15. El tribunal puso un enorme énfasis en la responsabilidad fundamental de Shadmi, aunque este no se encontraba entre los acusados. Shadmi fue, por lo tanto, llevado a juicio posteriormente, pero su audiencia ante un tribunal distinto (el 19 de febrero de 1959) le declaró inocente del cargo de asesinato y culpable solamente de extender el toque de queda sin autoridad. Su castigo simbólico, una multa de 10 prutot (es decir, un grush o céntimo israelí), se convirtió en una metáfora entre la comunidad israelí de origen palestino sobre lo baratas que resultaban sus vidas. El hecho de que otros comandantes locales se diesen cuenta de que tenían que desobedecer las órdenes de Shadmi fue citado por el tribunal como uno de sus motivos para negar la afirmación de Dahan de que no tenía ninguna elección. Ni uno solo de los agentes cumplió sus condenas, y Shadmi celebró su exoneración en una fiesta privada con el primer ministro David Ben Gurion, el jefe de Estado Mayor Haim Laskov y otros generales del ejército israelí.
El tribunal de apelación redujo el 3 de abril de 1959 la condena de Malinki a 14 años y la de Dahan a 10. El Jefe del Estado Mayor volvió a reducirlas a 10 y 8 años respectivamente, tras lo que el Presidente de Israel Yitzjak Ben-Zvi indultó a muchos de los condenados y redujo las penas de los demás a 5 años cada una. Finalmente, el Comité para la Liberación de Prisioneros ordenó la remisión de un tercio de las condenas de cárcel, lo que condujo a que todas las personas condenadas estuvieran fuera de prisión en noviembre de 1959.  Poco después de su liberación, Malinki fue ascendido y se le puso a cargo de la seguridad del secreto Centro de Investigación Nuclear del Néguev. En 1960, Dahan quedó a cargo de los "Asuntos Árabes" de la ciudad de Ramla.
Por su parte, once estados árabes enviaron una carta al Presidente de la Asamblea General de las Naciones Unidas en la que se quejaban por el "trato inhumano de los árabes que viven en Israel, la Franja de Gaza y la Península del Sinaí. Cientos de hombres, mujeres y niños han sido salvajemente asesinados a sangre fría". La carta hacía referencia tanto a la masacre de Kfar Qasim como a las de Jan Yunis y Rafah, sucedidas apenas unos días después, en las que 275 y 110 civiles palestinos, respectivamente, fueron asesinados por las tropas del ejército israelí.

## Impacto legal
El juicio de Kafr Qasim consideró por primera vez el tema de cuándo el personal de seguridad israelí debe desobedecer órdenes ilegales. Los jueces determinaron que los soldados no tenían la obligación de examinar todas y cada una de las órdenes en detalle en lo concerniente a su legalidad, ni tampoco tenían derecho a desobedecer órdenes basándose meramente en una sensación subjetiva de que estas podrían ser ilegales. Por otro lado, algunas órdenes eran manifiestamente ilegales y debían ser desobedecidas. Las palabras del juez Benjamin Halevy, ampliamente citadas todavía hoy, fueronː 
El sello distintivo de la ilegalidad manifiesta es que agite una especie de bandera negra sobre la orden dada, una advertencia que dice: "¡prohibido!" Ni una ilegalidad formal, oscura o parcialmente oscura, ni una ilegalidad que solamente pueda ser discernida por expertos legales son pertinentes aquí, sino más bien la clara y obvia vulneración de la ley (...) La ilegalidad que penetra en el ojo y repugna al corazón, siempre que el ojo no esté ciego y el corazón no sea impenetrable o corrupto; esta es la medida de la ilegalidad manifiesta necesaria para anteponerse al deber del soldado de obedecer y para imponerle una responsabilidad criminal por sus acciones."
El incidente fue responsable en parte de los cambios graduales que tuvieron lugar con respecto a la política de Israel hacia sus ciudadanos árabes. En 1966 se abolió la administración militar.

## Confesiones de Shadmi y Malinki
El 11 de octubre de 2018, en un artículo del diario israelí Haaretz, el periodista Ofer Aderet y el historiador Adam Raz desvelaron las confesiones finales de Issachar Shadmi y Shmuel Malinki, en las que admitían que todo su juicio fue una farsa con el único objetivo de exonerar a los altos cargos del ejército israelí de la época (el primer ministro David Ben Gurion, el Jefe del Estado Mayor Moshe Dayan y el Jefe del Comando Central Tzvi Tzur) de cualquier tipo de responsabilidad en la masacre. Según Shadmi, que describía el juicio como una "obra de teatro" y un "juicio de mentira", tan solo se pretendía dar la impresión ante la comunidad internacional de que Israel perseguía a los autores de la masacre. El Estado de Israel contrató y pagó las costas del prestigioso abogado Yaacov Salomon para su defensa, mientras que la acusación militar era "débil", en palabras de Aderet. Shadmi recuerda que Meir Shamgar, que entonces era un representante legal del ejército israelí y posteriormente se convertiría en presidente del Tribunal Supremo de Israel, le llevó a un rincón, le dijo: "Escucha, este juicio es una farsa" y le pidió que no se preocupase. Todos los jueces asignados para el juicio de Shadmi habían servido bajo las órdenes de Tzvi Tzur, su inmediato superior, lo que aseguraba que no estuviesen interesados en seguir investigando más arriba en la cadena de mando. Aunque la carrera militar de Shami llegó a su fin como consecuencia del juicio, este admitió que "Chera (Tzur) me tuvo entre algodones", admitiendo que "me convertí en uno de los principales contratistas del Ministerio de Defensa".
El entonces ministro de transporte, Moshe Carmel, se mostró preocupado por la posibilidad de que se investigase a los altos cargos del ejército: "Un comandante no actúa, en última instancia, por su propia voluntad, sino en un entramado de planes, órdenes y líneas maestras, creadas en algún otro lugar, inventados para él por una alta autoridad jerárquica. (...) La gente quiere saber, justamente, qué órdenes y líneas maestras dieron sus superiores al coronel Shadmi, órdenes a partir de las cuales operó y emitió las directivas subsiguientes. (...) Y también de quién recibió estas órdenes".
En 1986, la viuda de Malinki declaró a la revista israelí Ha'ir que Ben Gurion había dicho a su marido: "Te estoy pidiendo un sacrificio humano por el bien del Estado, de igual manera que suceden muertes por sacrificio cuando la gente cae en la guerra. Te prometo que se te devolverá tu estatus y tu rango".

### Operación Hafarperet
Aproximadamente un tercio de las audiencias del tribunal se celebraron en secreto, y la transcripción nunca ha sido publicada. Según el periodista Rubik Rosenthal, el tribunal recibió informaciones sobre un plan secreto llamado Operación Hafarperet ("Operación Topo"), cuyo objetivo era expulsar a los ciudadanos israelíes de origen palestino que vivían en el Triángulo en caso de que estallase una guerra con Jordania. Aun así, Rosenthal no encontró ninguna evidencia que los asesinatos fuesen parte del plan o estuviesen de alguna manera premeditados. El historiador israelí Adam Raz cree que el principal objetivo del juicio era evitar que se revelasen los detalles de la Operación Hafarperet, según la cual, en caso de guerra con Jordania, se daría a la población de origen palestino de Israel la elección de huir a Jordania o ser encerrada en campos de concentración -de una manera similar a lo que los estadounidenses hicieron con su población de origen japonés durante la Segunda Guerra Mundial-.

## Monumentos y Conmemoraciones

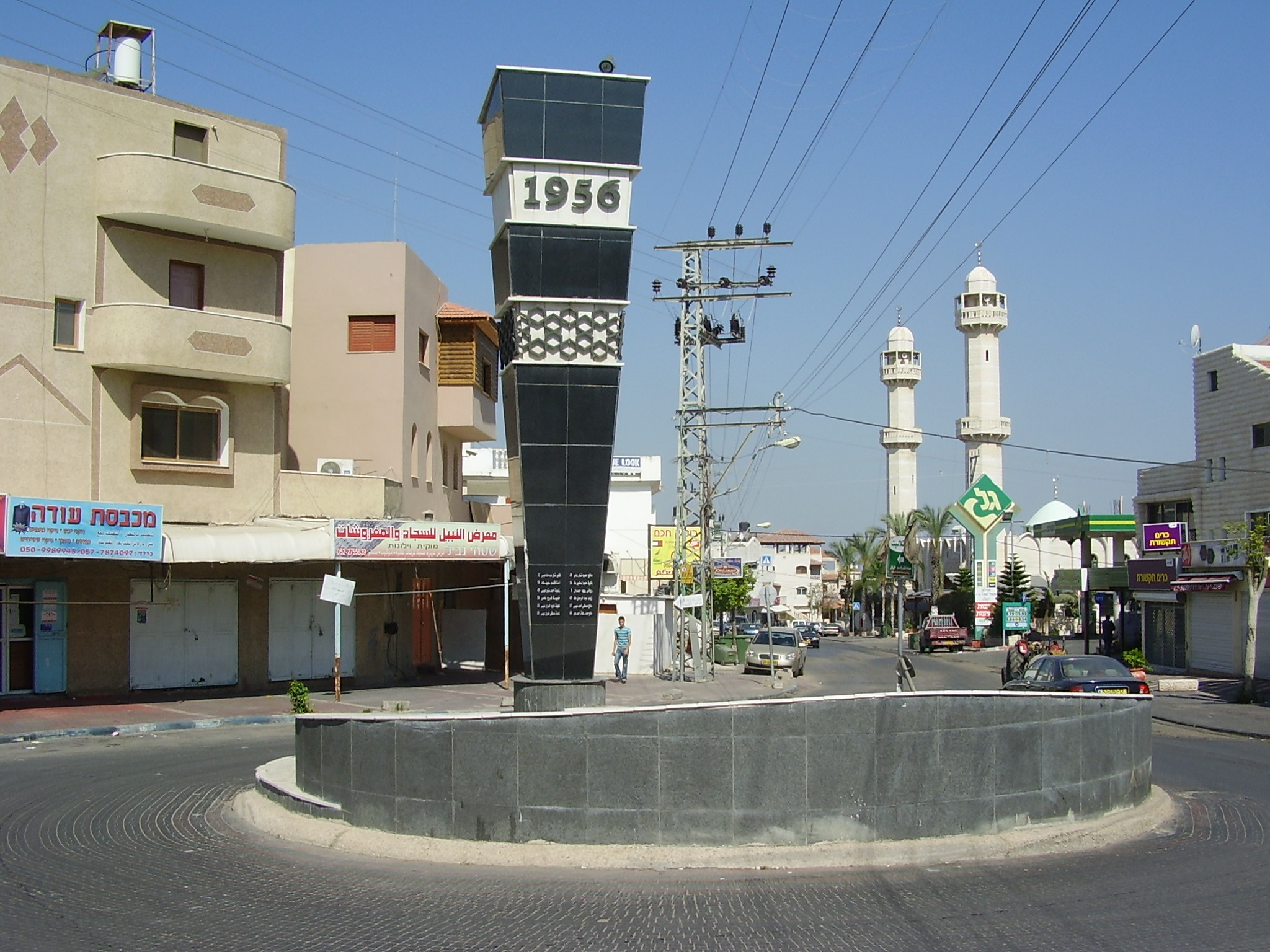
Monumento conmemorativo en Kafr Qasim

El 20 de noviembre de 1957, 400 representantes de diversos sectores de la sociedad israelí, incluyendo miembros de la Knéset, ministros, miembros del entonces partido del gobierno (Mapai), sindicalistas e incluso notables de los pueblos árabes vecinos tomaron parte en una ceremonia de reconciliación en memoria de las víctimas de Kafr Qasim. La ceremonia se diseñó como una "sulha", referencia explícita a la costumbre de un clan beduino local para solucionar conflictos. El gobierno pagó compensaciones económicas a las familias de las víctimas. La prensa convencional del momento (como la Jewish Telegraphic Agency o Davar, perteneciente a Histadrut) ofreció una narración favorable de la ceremonia, a diferencia de la prensa en lengua árabe (como al-Ittihad y al-Mirsad, patrocinado por los partidos Mapam y MAKI), que denunció la ceremonia como un fraude. En un artículo académico de 2006 que se centra en la conmemoración de la masacre, Shira Robinson considera que la sulha fue una "farsa" en la que los vecinos de Kafr Qasim se vieron muy presionados para participar, diseñada para ubicar el conflicto "dentro de una historia artificial de violencia simétrica entre árabes y judíos," escenificada por el gobierno con el propósito de escapar de sus responsabilidades y aligerar el peso del veredicto del tribunal, haciendo de la ceremonia en sí "parte del crimen que los palestinos conmemoran hoy en día." En un artículo académico de 2008, la profesora Susan Slyomovics corrobora esta perspectiva de una ceremonia "impuesta a los aldeanos." En este documento, Slyomovics se basa en el testimonio de Ibrahim Sarsur, político árabe-israelí natural de Kafr Qasim, y concluye de la siguiente manera: "Hasta el día de hoy no hay nadie en Kafr Qasim que esté de acuerdo con la manera en que el gobierno de Israel trató la masacre y sus consecuencias."
Los vecinos de Kafr Qasim conmemoran anualmente la masacre y, durante décadas, su conmemoración fue una de las fechas más importantes del calendario político palestino. Según Tamir Sorek, Profesor Asociado de Sociología y Estudios Israelíes en la Universidad de Florida, el asesinato de civiles palestinos no era excepcional en la época en la que tuvo lugar la masacre (cita a Benny Morris para una cifra de entre 2.700 y 5.000 palestinos asesinados por las fuerzas de seguridad y por civiles israelíes entre 1949 y 1956, la mayoría de ellos civiles palestinos desarmados), ni tampoco se trató de la mayor masacre de civiles palestinos en aquellos años (la masacre de Qibya, a menos de diez kilómetros de Kafr Qasim, había supuesto 69 muertes civiles en 1953, mientras que apenas unos días después de la de Kafr Qasim tuvieron lugar las masacres de Jan Yunis y Rafah, con 275 y 110 civiles muertos, respectivamente), pero lo ocurrido en Kafr Qasim adquirió una gran importancia política para la comunidad palestina porque las víctimas eran ciudadanos israelíes que, al menos en teoría, tenían los mismos derechos que sus vecinos judíos. Durante la década siguiente a la masacre, Al-Ittihad, el diario en lengua árabe del Partido Comunista, recordó los hechos acontecidos en Kafr Qasim en conexión con la Guerra del Sinaí.
En octubre de 2006, Yuli Tamir, el ministro de educación israelí del momento, ordenó que las escuelas del país conmemorasen la masacre de Kafr Qasim y reflexionasen sobre la necesidad de desobedecer órdenes ilegales. En diciembre de 2007, el presidente de Israel Shimon Peres se disculpó oficialmente por la masacre. En el transcurso de una recepción en Kafr Qasim durante la celebración musulmana de Eid al-Adha, Peres dijo que había llegado al pueblo para pedir a los aldeanos su perdón. "Un acontecimiento terrible tuvo lugar aquí en el pasado y lo sentimos mucho", dijo. El fundador del Movimiento Islámico en Israel, el jeque Abdullah Nimr Darwish, también habló en la ceremonia y llamó a los líderes de ambos lados a tender puentes entre israelíes y palestinos.
Desde 1976 se han construido varios monumentos conmemorativos de la masacre. Según Tamir Sorek, el gobierno israelí apoyó económicamente el primer monumento, en 1976, para asegurarse un lenguaje apolítico. Por este motivo, la inscripción del primer monumento describe la masacre simplemente como una “dolorosa tragedia”, sin mencionar quienes fueron los responsables de ella. Las expresiones conmemorativas posteriores han sido mucho más explícitas sobre este aspecto. El 29 de octubre de 2006 se abrió en la ciudad un pequeño museo sobre la masacre.
El 26 de octubre de 2014, Reuven Rivlin, en cumplimiento de una promesa electoral, se convirtió en el primer Presidente de Israel que acudía como tal a las conmemoraciones anuales por las víctimas de la masacre de Kfar Qasim, que describió como una "masacre atroz", "un terrible crimen" que había pesado enormemente sobre subconsciente colectivo del Estado de Israel. Sin embargo, el Knéset rechazó en 2015 una ley que proponía que el Estado de Israel reconociese su responsabilidad en la masacre.